# Urostrophus
Urostrophus is een geslacht van hagedissen uit de familie Leiosauridae en de onderfamilie Enyaliinae.

## Naam en indeling
De wetenschappelijke naam van de groep werd voor het eerst voorgesteld door André Marie Constant Duméril en Gabriel Bibron in 1837. Er zijn twee soorten, de hagedissen Pristidactylus torquatus en Pristidactylus valeriae werden lange tijd ook tot dit geslacht gerekend.

## Verspreiding en habitat
De soorten komen voor in delen van Zuid-Amerika en leven in de landen Argentinië, Bolivia en Brazilië.

## Beschermingsstatus
Door de internationale natuurbeschermingsorganisatie IUCN is aan een soort een beschermingsstatus toegewezen. Urostrophus vautieri wordt beschouwd als 'veilig' (Least Concern of LC).

## Soorten
Het geslacht omvat de volgende soorten, met de auteur en het verspreidingsgebied.
| Naam                  | Auteur                     | Verspreidingsgebied |
| --------------------- | -------------------------- | ------------------- |
| Urostrophus gallardoi | Etheridge & Williams, 1991 | Argentinië, Bolivia |
| Urostrophus vautieri  | Duméril & Bibron, 1837     | Brazilië            |